# Das Westphälische Dampfboot
Das Westphälische Dampfboot hervorgegangen aus dem Weserdampfboot war eine linksdemokratische bis frühsozialistische Wochenschrift im deutschen Vormärz.

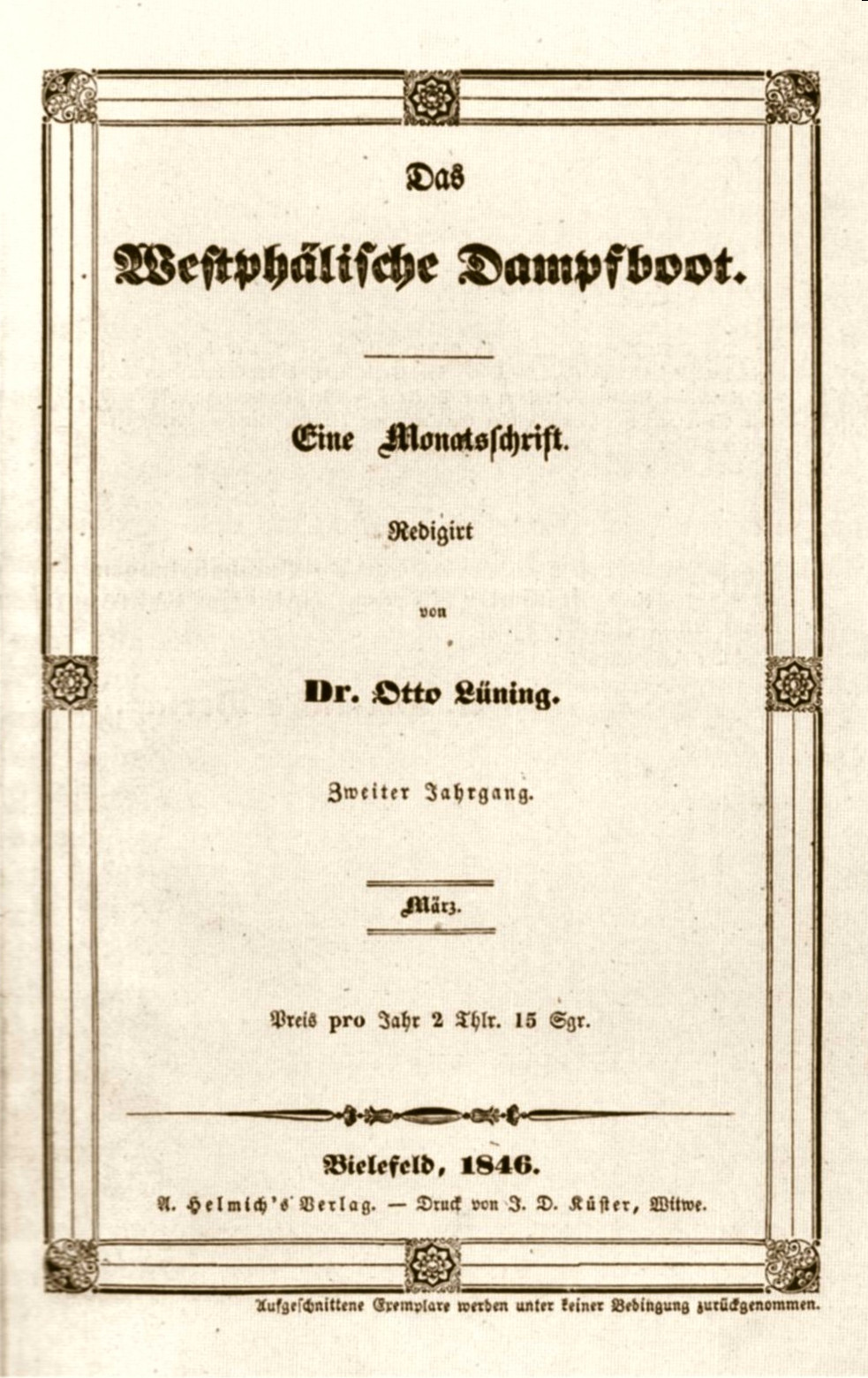
Das Westphälische Dampfboot. Ausgabe März 1846

Im Januar 1844 erschien erstmals die Zeitschrift Weserdampfboot. Redigiert wurde sie zunächst von A. Osterwald. Anfangs erschien das Blatt zweimal wöchentlich. Seit November des Jahres 1844 wurde es eine Monatsschrift mit stark erweitertem Umfang. Das Blatt erschien zunächst in Lemgo und später in Minden, redigiert wurde es in Rinteln (Kurhessen). Die Streuung der Produktion sollte die staatliche Konzessionspflicht unterlaufen.
Über die Provinz Westfalen hinaus erlangte es Bedeutung als linksdemokratisches Blatt. Einer der produktivsten Autoren war Otto Lüning. Dieser veröffentlichte im Weser-Dampfboot im November 1844 seine sozialistischen Ansichten. Hauptgeldgeber war der Bielefelder Leinenhändler Rudolf Rempel.
Wegen seiner politischen Haltung wurde das Blatt von der hessischen und von der preußischen Regierung im Dezember 1844 verboten. Als Nachfolgeorgan erschien unter dem Titel Das Westfälische Dampfboot dann zuerst im Verlag von Julius Helmich in Bielefeld und ab 1847 im Verlag von Wilhelm Crüwell in Paderborn. Die Redaktion wurde von Otto Lüning übernommen, der von 1845 bis 1848 auch Herausgeber war.
Inhaltliche Schwerpunkte waren die Lage der Unterschichten, die sozialistischen Theorien und allgemeine politische Fragen. Insbesondere seit der Mitte des Jahres 1846 verstärkte sich die sozialistische Ausrichtung der Zeitschrift.
Dazu trug nicht zuletzt Joseph Weydemeyer bei. Autoren waren u. a. Friedrich Engels, Moses Heß, Karl Marx, Friedrich Schnake, Emil Weller, Ferdinand Wolff und Wilhelm Wolff.
Nach der Märzrevolution erschien das Dampfboot erneut zwei Mal in der Woche. Da die Abonnentenzahl nicht ausreichte, um die Kosten zu decken, wurde die Zeitung bereits im Mai 1848 eingestellt. Der Westfälische Volksfreund setzte die Tradition des Dampfbootes weiter fort. Beide Zeitschriften wurden in der Bielefelder Druckerei J. D. Küster gedruckt.
Heute knüpft der Verlag Westfälisches Dampfboot an die Tradition des Blattes an.

## Nachdruck
- Das Westfälische Dampfboot. Eine Monatsschrift, red. von Otto Lüning. Verlag Helmich (1845 und 1846), Verlag Crüwell (1847 und 1848), Bielefeld, Paderborn, Jg. 1, 1845, bis Jg. 4, 2, 1848. Mit neuerstelltem Inhaltsverzeichnis. 5 Bde., Auvermann, Glashütten im Taunus 1972 (Digitalisat)